# Matt Laug
Matt Laug (* 17. März 1968 in Florence, South Carolina, USA) ist ein US-amerikanischer Schlagzeuger, der mit vielen Bands/Künstlern wie AC/DC, Alanis Morissette, Alice Cooper, Slash's Snakepit und Vasco Rossi gespielt hat.

## Leben
Nach seinem Abschluss an der South Florence High School im Jahr 1986 zog Laug nach Los Angeles. Nach dem College-Besuch dort wurde Laug Studio-Schlagzeuger. Zusammen mit einer langen Liste vieler anderer Rockkünstler spielte Laug Schlagzeug auf Alanis Morissettes Album „Jagged Little Pill“ im Juni 1995, das sich über 16 Millionen Mal verkaufte und im Jahrzehnt 1990–1999 das Nummer-eins-Album der US Billboard 200 war.
Von 2002 bis 2005 spielte er außerdem Schlagzeug in der Glam-Metal-Band Autograph von Steve Plunkett.
Im Jahr 2005 schloss sich Laug Mike Campbell von Tom Petty and the Heartbreakers in seiner Nebenband The Dirty Knobs an, und die Band spielte seitdem in den nächsten 15 Jahren gelegentliche Shows zwischen den Heartbreakers-Shows in Los Angeles. Nach dem Tod von Tom Petty im Jahr 2017, der die Heartbreakers faktisch beendete, und im Anschluss an Campbells Welttournee mit Fleetwood Mac veröffentlichte die Band am 20. März ihr Debütalbum Wreckless Abandon.
Am 7. Oktober 2023 trat er zusammen mit AC/DC beim Power Trip Festival im Empire Polo Club in Indio, Kalifornien auf und spielte anstelle von Phil Rudd mit AC/DC bei deren European Power-Up-Tour 2024.